# Euroborg
L'Euroborg è un complesso multifunzionale e Stadio situato a Groninga e dove l'Groningen gioca le sue partite in casa. Lo stadio si trova a est della città e vicino allo stadio vi è la Europa Park Station di Groningen.

## Il progetto
Nella seconda metà degli anni novanta fu elaborato a Groninga il progetto per la costruzione di un nuovo stadio per la squadra di calcio professionista dell'Groningen. Il vecchio Oosterpark Stadium non rispondeva più alle moderne esigenze e il club non poteva più giocare le partite in casa e la costruzione di un nuovo stadio avrebbe dato una sensazione di rinascita tecnologica per la città e per la regione al nord dei Paesi Bassi. Quindi venne deciso di costruire un nuovo stadio in una zona residenziale sul sito dell'ex Hunze centrale. L'architetto limburghese Wiel Arets fu chiamato per la costruzione del nuovo stadio.
Nel corso degli anni molti hanno messo mano al progetto dell'Euroborg, principalmente per motivi finanziari. Arets, nell'elaborazione del progetto dello stadio, decise di costruire i nuovi stand in direzione nord, in modo tale che la città di Groningen fosse apparsa dall'estero come "il tetto del nord". A causa della mancanza di finanziamenti il design di alcune zone è stato notevolmente ridimensionato. Oltre allo stadio di calcio è nato anche un cinema integrato (parte della catena di MustSee), progettato anch'esso dall'architetto Wiel Arets.
Il nome Euro Borg è una fusione del nome di una casa fortificata di Groningen detta "il Castello" (in olandese Borg), di cui fu lasciato anche il nome del costruttore, e dal nome del quartiere circostante: l'Europa Park. C'è stato un concorso per la denominazione dello stadio, che è stato vinto dal leader del progetto di costruzione.

## L'apertura e i primi match
Lo stadio è stato inaugurato ufficialmente il 13 gennaio 2006 da Arjen Robben prima della partita inaugurale contro la rivale Heerenveen.
Questa prima partita ufficiale di campionato è stata vinta dal Groningen 2-0. Il primo gol è stato segnato dal norvegese Erik Nevland.
Sei giorni prima - Sabato 7 gennaio - è stata giocata una partita contro il BV Veendam vinta dal Groningen 5-0 e qui il primo marcatore è stato Erik Nevland.

## Descrizione

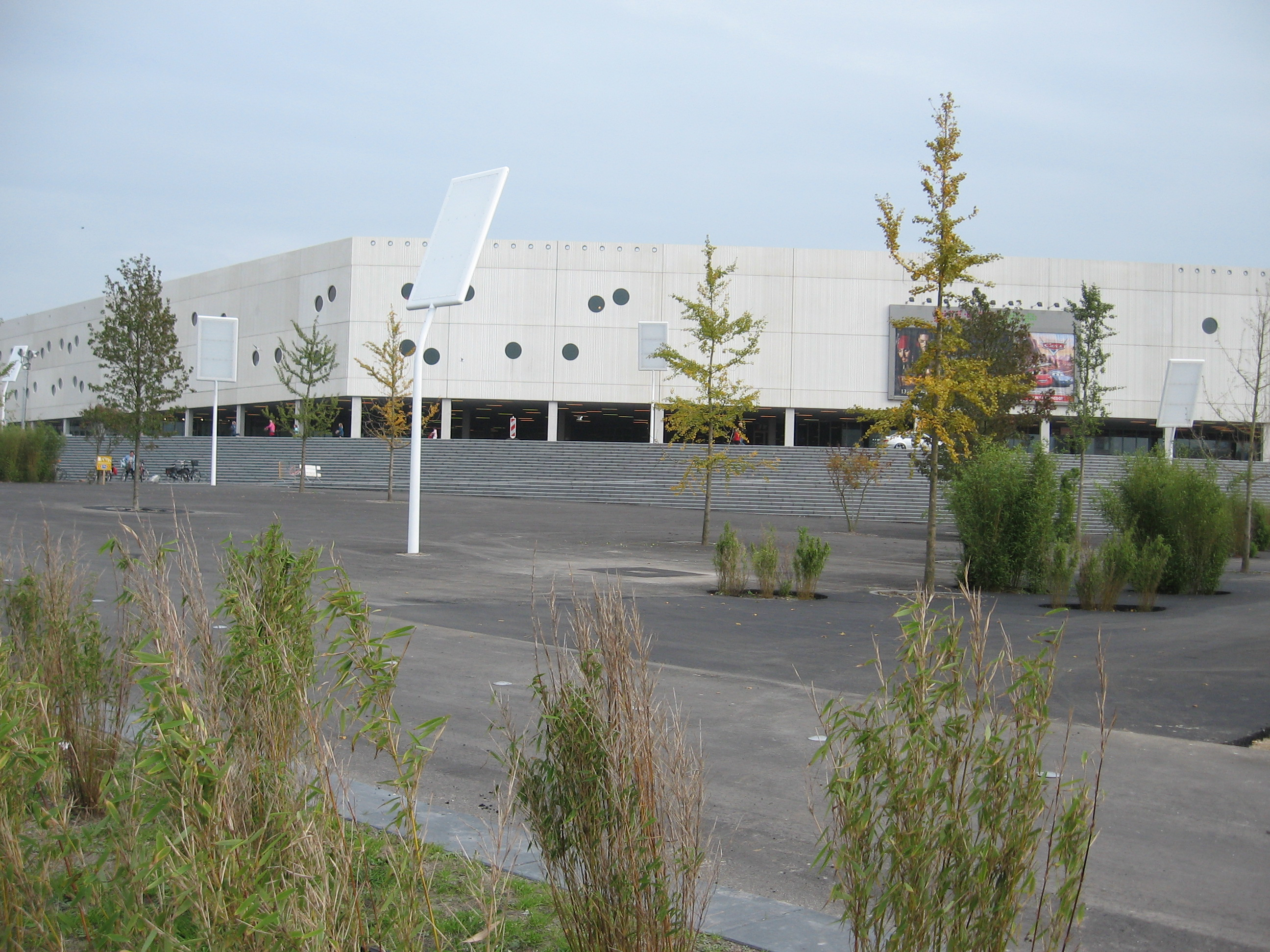
Veduta dello stadio.

La Euroborg ha una capacità di 22.579 persone (più di 700 posti nei skyboxes). Le tribune sono suddivise in due anelli che racchiudono completamente il campo. Lo stadio non è solo luogo per il calcio, nel complesso è anche situato un cinema, una scuola, un casinò, un supermercato, una palestra e degli uffici.
L'Euroborg ha ben presto acquisito un soprannome. Siccome il colore dominante dello stadio è il verde il complesso è ora conosciuto dagli appassionati come HellandGreenCathedral theGreen.
Al termine dei lavori lo stadio aveva 19.814 posti. Sin dalla sua apertura quasi tutti i posti per abbonamenti sono stati venduti. Nel febbraio 2007, il club decise di aumentare la capacità dello stadio arrivando addirittura a raddoppiarne la capacità. Nell'estate del 2008 ci fu un ampliamento della capacità di 2600 posti a sedere realizzati ad un costo di 1 milione di euro. La capacità totale è così salita a quasi 22.500 posti a sedere.
Nel futuro si intravede la creazione del terzo anello. L'architetto ha indicato che è tecnicamente possibile. Se il terzo anello non ci sarà dipende da diversi fattori. La costruzione di un terzo anello farebbe arrivare la capacità totale a 35.000 posti. Quindi, con la realizzazione di questi progetti, lo stadio rientrerebbe nei parametri Fifa per la World Cup 2018. A seguito di una precedente notifica preliminare, la città di Groninga lo ha proposto come sede della KNVB.